# 内郷高坂町
内郷高坂町（うちごう たかさかまち）は、福島県いわき市の大字である。郵便番号は973-8408。

## 地理
いわき市中央部の内郷地区に属する。北で内郷御台境町、東で内郷御厩町、南で内郷綴町、内郷内町、西で内郷宮町、好間町中好間とそれぞれ隣接する。概ね町村制施行以前の磐前郡高坂村の流れを汲む地域である。二級水系夏井川水系新川左岸域の平野部と北部に隣接する山間部を主な範囲とする。平野部を縦断するJR常磐線西側の市街地に加え、北東側の山林が大規模に開発され県営高坂団地をはじめとした広大な住宅地として造成されており、内郷地区有数の住宅地区となっている。常磐線東側はかつていわき貨物駅の広大な操車場であったが、廃止後の跡地がいわき市総合保健福祉センターとして利用されている。内郷御厩町内に所在するいわき中央警察署及び内郷綴町に所在する内郷消防署がそれぞれ管轄にあたる。

### 主な字
字
複数の字を持つが、「字」の表記はされない。
- 御殿
- 三本杉
- 立野
- 桜井

- 大平
- 台
- 高橋
- 四方木田

- 八反田
- 中平
- 大町
- 砂子田

- オサガ作
- 一丁目
- 二丁目

### 河川
- 新川（二級水系夏井川水系）

## 歴史
- 1879年1月27日 - 平藩領高坂村が福島県内における郡区町村制の施行により磐前郡の村となる[4]。
- 1889年4月1日 - 町村制の施行により高坂村が小島村、御台境村、御厩村、綴村、宮村、内町村、白水村と合併し、磐前郡内郷村が発足する。旧高坂村域は内郷村の大字となる[4]。
- 1896年4月1日 - 磐前郡と周辺郡との合併により石城郡が発足し、石城郡内郷村となる[4]。
- 1942年8月1日 - 内郷村が町制施行し、内郷町の大字となる[4]。
- 1954年7月10日 - 内郷町が市制施行し、内郷市の大字となる[4]。
- 1966年10月1日 - 内郷市が平市・磐城市・常磐市・勿来市、石城郡小川町・遠野町・四倉町・川前村・田人村・好間村・三和村、双葉郡久之浜町・大久村と合併しいわき市となり、いわき市内郷地区の大字となる[4]。

## 世帯数と人口
2023年10月31日現在の世帯数と人口は以下の通りである。
| 大字       | 世帯数   | 人口   |
| ---------- | -------- | ------ |
| 内郷高坂町 | 2785世帯 | 6297人 |

## 小・中学校の学区
市立小・中学校に通う場合、学区は以下の通りとなる。
| 番地                     | 小学校               | 中学校                   |
| ------------------------ | -------------------- | ------------------------ |
| 下記を除く全域           | いわき市立高坂小学校 | いわき市立内郷第一中学校 |
| 大町（83番地～）、砂子田 | いわき市立御厩小学校 | いわき市立内郷第一中学校 |

## 交通

### 鉄道
- JR常磐線

### 道路
- 一級市道新町前磐堰線
- 一級市道北好間高坂線

## 施設
- いわき市立内郷第一中学校
- いわき市立高坂小学校
- いわき市総合保健福祉センター
- 県営高坂団地
- 県営高坂西団地
- 県職員公舎大平団地
- 災害公営住宅内郷砂子田団地
- 八反田郵便局
- 高坂団地郵便局
- マルト スーパーセンター高坂店
- ツルハドラッグ いわき内郷店